# 5413 Smyslov
5413 Smyslov este un asteroid din centura principală de asteroizi.

## Descriere
5413 Smyslov este un asteroid din centura principală de asteroizi. A fost descoperit pe 13 martie 1977 la Observatorul de Astrofizică din Crimeea de Nikolai Cernîh. El prezintă o orbită caracterizată de o semiaxă mare de 3,16 ua, o excentricitate de 0,15 și o înclinație de 0,4° în raport cu ecliptica.